# François Alexandre Frédéric de La Rochefoucauld-Liancourt
François Alexandre Frédéric de La Rochefoucauld, duca de Liancourt e dal 1792 anche duca de La Rochefoucauld (La Roche-Guyon, 11 gennaio 1747 – Parigi, 27 marzo 1827), è stato un politico, imprenditore, nobile e finanziere francese, appartenente a una delle più importanti famiglie francesi.

## Biografia
Figlio di François Armand de La Rochefoucauld, duca d'Estissac, grand maître dell'etichetta della Corte reale francese, e Marie de La Rochefoucauld, si sposò con Felicité de Lannion a 17 anni e fu ufficiale carabiniere. Sembra che sia stata una visita in Inghilterra a dargli l'idea di apprestare a Liancourt una fattoria modello per l'allevamento del bestiame, che importò dall'Inghilterra e dalla Svizzera. Aprì anche una manifattura di filati e fondò una scuola d'arti e mestieri per i figli dei militari che, nel 1788 divenne l'École des Enfants de la Patrie, messa sotto il patrocinio reale.
Eletto fra i membri degli Stati generali del 1789, cercò vanamente di sostenere la monarchia: la sera della presa della Bastiglia, mise in guardia Luigi XVI sul fermento rivoluzionario parigino; all'ingenua domanda del re, se si trattasse di una rivolta, rispose: «No, sire, è una rivoluzione». Il 18 luglio assunse la presidenza dell'Assemblea nazionale e poi, alla testa di una divisione in Normandia, offrì invano al re un rifugio a Rouen.
Dopo il 10 agosto 1792, emigrò in Inghilterra, invitato da Arthur Young. Dopo la morte violenta del cugino, Louis Alexandre, a Gisors, il 14 settembre 1792, assunse il titolo di duca de La Rochefoucauld.
Nel 1794 lasciò l'Inghilterra per gli Stati Uniti: qui, nel 1795, intraprese con cinque compagni un lungo viaggio toccando una gran parte degli Stati del nord e del Canada. Attraversarono il Niagara per Fort Erie e Fort Chippawa. A Newark furono accolti dal vice-governatore John Graves Simcoe. Il loro viaggio ebbe termine alla frontiera del Canada quando, ritenendosi offeso dai compagni, rientrò negli Stati Uniti e di qui, nel 1799, in Francia, dove il suo passato filo-monarchico non gli creò problemi con il nuovo regime napoleonico.
Il 15 novembre 1818 fondò la Caisse d'Epargne et de Prévoyance de Paris, la prima cassa di risparmio costituita in Francia.

## Discendenza
François e Felicité de Lannion ebbero tre figli:
- François de La Rochefoucauld (1765-1848)
- Alexandre-François de La Rochefoucauld (1767-1841)[1]
- Frédéric Gaëtan de La Rochefoucauld-Liancourt (1779-1863)